# Ecionemia robusta
Ecionemia robusta är en svampdjursart som först beskrevs av Carter 1883.  Ecionemia robusta ingår i släktet Ecionemia och familjen Ancorinidae. Inga underarter finns listade i Catalogue of Life.